# Lista de episódios de Mortified
Esta é uma lista contendo todos os episódios da série  Ninguém Merece.

## Lista de episódios

### Primeira Temporada: 2006
| |                        |                      |      |  |  |  |
| 1 | "DNA de Taylor"        | 30 de Junho, 2006    | 1.1  |  |  |  |
| Taylor tem certeza que vai morrer de vergonha, quando seus pais entrarem no festival de talentos para pais em sua escola. Para impedir que esse fato ocorra, Taylor arrasta Hector, seu melhor amigo, ao longo de uma jornada para fazer um teste de DNA, a fim de provar que Don e Glenda não são, de fato, seus pais, e, portanto, não podem entrar no festival de talentos. |                        |                      |      |  |  |  |
| 2 | "A Capitã da 6ª série" | 7 de Julho, 2006     | 1.2  |  |  |  |
| Taylor é nomeada como candidata para capitã da 6ª série da escola de Sunburn Beach. Brittany, bonita e perfeita, também foi nomeada. As duas querem ganhar a eleição, enquanto Taylor tenta ignorar seu pai. |                        |                      |      |  |  |  |
| 3 | "Aprendendo a Surfar"  | 14 de Julho, 2006    | 1.3  |  |  |  |
| Taylor fica envergonhada quando, em cima de uma prancha na areia, perguntam se é surfista. Como responde que sim, Leon a convida para participar de um concurso de surf. Taylor sabe que não tem nenhuma escolha a não ser entrar. A situação piora quando Taylor precisa aprender a surfar dentro de alguns dias com uma enorme prancha de seu pai!                           |                        |                      |      |  |  |  |
| 4 | "Mamãe Nua"            | 21 de Julho, 2006    | 1.4  |  |  |  |
| Taylor leva um susto quando chega em casa com Hector e Brittany e vê sua mãe fazendo um escultura de si nua. Para piorar, sua classe vai à exposição em que a escultura será exposta. Então, junto com Hector, Taylor resolve fazer algo para impedir que o pior aconteça. |                        |                      |      |  |  |  |
| 5 | "A Escolha"            | 28 de Julho, 2006    | 1.5  |  |  |  |
| Taylor é inspirada por um monge budista que vive desejando felicidade sem bens materiais. Decide viver como o monge, começando a se livrar de seus bens materiais, mas vê que não é fácil viver desse jeito. |                        |                      |      |  |  |  |
| 6 | "A Conversa"           | 8 de Agosto, 2006    | 1.6  |  |  |  |
| Taylor conhece um instrutor de artes marciais e resolve se inscrever na escola. Porém, ouve seus pais falando que já é hora dela ter "a conversa". Todos falam coisas terríveis sobre a conversa, o que deixa Taylor muito preocupada. |                        |                      |      |  |  |  |
| 7 | "A Queda da Bandeira"  | 11 de Agosto, 2006   | 1.8  |  |  |  |
| Taylor começa a se preocupar em não ser "cafona". Hector se alista para ser o porta-bandeiras da escola, mas isso pode custar a amizade de Taylor, que acha isso muito cafona. |                        |                      |      |  |  |  |
| 8 | "O Grande Jogo"        | 18 de Agosto, 2006   | 1.7  |  |  |  |
| Leon diz à Taylor que joga futebol muito bem, então, ela resolve se juntar à equipe para treinar. O pior de tudo, é que Don será o treinador da equipe. Enquanto isso, Layla está tendo aulas de direção com Glenda. |                        |                      |      |  |  |  |
| 9 | "O Retorno dos Idosos" | 28 de Agosto, 2006   | 1.9  |  |  |  |
| Taylor e Hector devem fazer um trabalho da escola, no qual devem "cuidar" de um casal de idosos doidos. Eles acreditam que OVNIs irão busca-los. Taylor acaba acreditando neles, mas Hector não engole essa história. |                        |                      |      |  |  |  |
| 10 | "O País Transversal"   | 1 de Setembro, 2006  | 1.10 |  |  |  |
| Taylor ganha a corrida de sua classe, e vira a embaixadora dos esportes na escola junto com Leon. Em casa, descobre que o pai herdou "grandes terras" escocesas e que terão que se mudarem para a Escócia. |                        |                      |      |  |  |  |
| 11 | "Taylor É do Mau"      | 8 de Setembro, 2006  | 1.11 |  |  |  |
| Taylor percebe que as pessoas estão comentando sobre ela ter pegado um saco de batatas na cantina da escola, oferecido por Glenda, que estava trabalhando na cantina da escola. Taylor logo descobre que boatos absurdos sobre ela estão pela escola, dizendo que ela é uma ladra. A descoberta faz com que Taylor mude suas atitudes para ganhar uma atenção especial.        |                        |                      |      |  |  |  |
| 12 | "Sendo Eu"             | 15 de Setembro, 2006 | 1.12 |  |  |  |
| Haverá o baile da sexta série na escola de Taylor. Taylor não sabe se quer ir ou não, porque, segundo ela, não se encaixa em nenhum grupo de sua classe. Taylor, forçada pela sua família, começa a arrumar sua imagem e identidade. Ao conversar com a imagem de Joana Darc, ela decide mudar de nome, para melhorar sua vida.                                                |                        |                      |      |  |  |  |
| 13 | "Saída Preliminar"     | 22 de Setembro, 2006 | 1.13 |  |  |  |
| O último dia na sexta série chega, e parece que cada um dos amigos de Taylor vai para uma escola diferente. Taylor, Hector, Britanny e Leon não querem se separar e estão com medo disso. Eles devem fazer uma apresentação na escola, com imagens sobre as suas trajetórias na escola. Isso acaba fazendo com que Taylor faça sérias escolhas sobre seu futuro.               |                        |                      |      |  |  |  |

### Segunda Temporada: 2006-07
| |                                  |                       |      |  |  |  |
| 14 | "Cheirando a Peixe"              | 6 de Outubro, 2006    | 1.14 |  |  |  |
| É o primeiro dia de Taylor na 7ª série, na escola de Driftwood e está bem confiante sobre a nova escola. Mas seu entusiasmo acaba rapidamente quando perde o ônibus da escola e deixa Hector aborrecido. Para piorar, está cheirando a peixe, pois sua mãe passou uma pomada de vibrações em seu pescoço. |                                  |                       |      |  |  |  |
| 15 | "A Crise de Meia Idade do Papai" | 31 de Outubro, 2006   | 1.15 |  |  |  |
| Don começa a ter uma "crise de meia idade". Terá uma reunião de pais e mestres e Taylor está com vergonha de mostrar seus pais à professora. Para piorar, a festa de 40 anos de Don, será na escola, no mesmo dia da reunião e terá um tema Hippie. Taylor fica desesperada e procura a ajuda de uma conselheira. |                                  |                       |      |  |  |  |
| 16 | "A Locutora Taylor"              | 23 de Novembro, 2006  | 1.16 |  |  |  |
| Devido a um trabalho de escola, Taylor será locutora de uma rádio por um dia. Quando descobre que a locutora da rádio é Marj, fica desapontada e para piorar a situação, Marj fica presa no banheiro e Taylor tem que entrar no lugar dela, respondendo as perguntas que Marj receberia. Também é dia dos namorados, e Taylor recebe um cartão de um admirador secreto. |                                  |                       |      |  |  |  |
| 17 | "A Noite de Perguntas na Escola" | 25 de Novembro, 2006  | 1.17 |  |  |  |
| Terá uma noite de perguntas de conhecimentos gerais para a família dos alunos na escola, o que deixou Taylor envergonhada, pois sua família não sabe de nada. Leon também pensa como Taylor, então, as duas famílias se unem para a noite. Taylor e Leon tentam dar um jeito de burlar essa situação. |                                  |                       |      |  |  |  |
| 18 | "O Diário de Taylor"             | 11 de Abril, 2007     | 1.18 |  |  |  |
| Taylor escreve um diário, que guarda em um livro de história. Porém, está tendo uma feira de usados e Glenda pegou esse livro para vende-lo. Agora, Taylor tem que arranjar um jeito de pegar o diário novamente, porque existem segredos dentro dele. |                                  |                       |      |  |  |  |
| 19 | "O Casamento"                    | 11 de Janeiro 2007    | 1.19 |  |  |  |
| Taylor fica horrorizada quando vê que o casamento de seus pais foi algo muito tradicional. Quer que seus pais se casem novamente, mas com uma festa elegante, o que não acontece, pois Don e Glenda querem repetir o casamento da forma original. |                                  |                       |      |  |  |  |
| 20 | "A Primeira Criança no Espaço"   | 25 de Janeiro, 2007   | 1.20 |  |  |  |
| Taylor descobre que sua mãe irá dar aulas de terapia na escola. Por isso, quer se tornar astronauta e ir para o espaço, bem longe da família. Junto com Hector, começa a ter a ideia de ser a primeira criança no espaço. |                                  |                       |      |  |  |  |
| 21 | "A Árvore da Família"            | 14 de Fevereiro, 2007 | 1.21 |  |  |  |
| Taylor tem um trabalho escolar em que precisa falar de alguma pessoa familiar. Acha que está perdida, pois tem muita vergonha de sua família. Até que descobre que sua grande tia-avó Aly irá visitá-la. No início, Taylor a acha muito chata, porque tem várias manias, como deixar algumas roupas no congelador. Mas, com a convivência descobre coisas interresantes sobre ela e acaba colocando-a no trabalho. Don muda de ramo e fica conhecido como "O Rei dos Pijamas" e quer realizar um desfile de pijamas, o que deixa Taylor muito envergonhada. |                                  |                       |      |  |  |  |
| 22 | "O Acampamento e o Divórcio"     | 14 de Março, 2007     | 1.22 |  |  |  |
| Taylor vê que seus pais estão brigando frequentemente, e acha que eles irão se divorciar. No acampamento da escola, vê que sua mãe e o Sr. Frankel estão ficando íntimos, e decide separar os dois, mas isso acaba a deixando perdida na floresta. Hector, Britanny e Leon vão atrás dela e acabam perdidos também. |                                  |                       |      |  |  |  |
| 23 | "Sozinhos com Layla"             | 30 de Março, 2007     | 1.23 |  |  |  |
| Don e Glenda vão a uma festa, e deixam Layla, Taylor e Hector sozinhos. Layla começa a chorar desesperadamente quando seu galã mais recente a abandona, dando muito trabalho para Hector e Taylor. Além disso, eles tem que terminar a maquete sobre a cozinha romana. |                                  |                       |      |  |  |  |
| 24 | "Taylor Quer um Celular"         | 25 de Abril, 2007     | 1.24 |  |  |  |
| Agora, todos os amigos de Taylor têm um celular, então começa a se sentir excluída. Para que isso não continue, ela arranja um emprego para que possa comprar o celular, mas encontra problemas quando tem que cuidar dos gatos de Marj. |                                  |                       |      |  |  |  |
| 25 | "Poderes de Meninas"             | 2 de Maio, 2007       | 1.25 |  |  |  |
| Taylor descobre que a família de Brittany vai se mudar. Mas as meninas não querem que isso aconteça, então, no dia do leilão da casa, as duas fazem uma pequena sabotagem para que continuem sendo vizinhas para sempre. |                                  |                       |      |  |  |  |
| 26 | "A Música de Taylor"             | 25 de Maio, 2007      | 1.26 |  |  |  |
| Taylor pensa que todas as suas orações foram atendidas, pois fica com a família de Brittany, que é perfeita. Porém, ela se arrepende, pois a família é certinha demais, e acaba achando que a sua família possa se aperfeiçoar, ficando do jeito que deseja. |                                  |                       |      |  |  |  |